# Вежа слона
«Вежа слона» (англ. The Tower of the Elephant) — одне з фентезійних оповідань американського письменника Роберта Говарда про Конана з Кімерії, події якого відбуваються в вигаданої автором Хайборійській ері. Оповідання було вперше опубліковане в 1933 році в журналі «Weird Tales». Воно хоч і належить до фентезійного циклу, але має елементи наукової фантастики.
Послідовники Говарда часто відгукуються про оповідання як про один з його найкращих творів.

## Сюжет
У таверні заморського міста Аренджуна молодий варвар Конан чує розповідь злодія з Котху про величезний самоцвіт «Серце Слона», захований в таємничої і неприступній башті в центрі міста, Вежі слона. У вежі живе могутній старий маг Яра, в цьому камені полягає вся його чаклунська сила. Конан заявляє, що сміливець завжди знайде спосіб, щоб викрасти камінь. Убивши у сварці Кохту, він прямує до вежі. В саду біля вежі Конан зустрічає короля злодіїв Тауруса, злодії домовляються діяти разом. Вони розправляються з левами, що охороняють сад, закидають мотузку на дах вежі і підіймаються наверх.
Таурус першим проникає у вежу, але через хвилину повертається і вже падає мертвим. Конан оглядає його, але бачить лише маленькі ранки. Конан заходить до вежі де на нього нападає величезний павук, як виявилося саме він вбив короля злодіїв. Конан вбиває павука і продовжує свій шлях. Надалі він знаходить дивну істоту, прикуту до стіни. Ця істота має тіло людини, але голову слона. Як виявляється, це розумна істота, яку звати Ягг-коша. Ягг-коша довіряється Конану і розповідає йому свою історію. Він і група його товаришів, які жили тисячі років тому на далекій планеті Ягг, повстали проти жорстоких правителів і на чарівних крилах полетіли на Землю, де втратили свої крила. Перебуваючи в глухому куточку джунглів, вони стали свідками всього розвитку людства. Один за іншим ягги померли, залишився тільки Яг-Коша, якого захопив віроломний чорний маг Яра. Він ув'язнив ягга в вежі, осліпив його і тортурами зламав волю, змусивши триста років використовувати його знання задля власної користі.
Ягг-коша просить молодого варвара допомогти його створити своє останнє чаклунство і помститися Ярі. На прохання ягга Конан вирізав його серце, пролив кров на самоцвіт і вручив його магу під виглядом подарунка. Чарівна сила спочатку перетворила лиходія на крихітного чоловічка, а потім засмоктала його всередину самоцвіту, де його наздогнав ягга котрий знову мав крила. Після цього самоцвіт розлетівся на частини. Вийшовши з вежі, Конан побачив, як вона розсипалася на порох, поховавши під собою незліченні багатства.

## Головні герої
- Конан — головний герой серії оповідань Говарда. Варвар-кімерієць;
- Ягг-коша — інопланетна розумна істота з тілом людини та головою слона. Належав до раси яггів;
- Яра — заморійський жрець. Має величезну силу завдяки полоненому Яг-Кошу.
- Таурус — король злодіїв Замори.

## Історія публикацій
- Журнал Weird Tales , March 1933
- Skull-Face and Others (Arkham House, 1946)
- The Coming of Conan (Gnome Press, 1953)
- Conan (Lancer, 1967, пізніше перевиданий Ace Books)
- The Tower of the Elephant (Donald M. Grant, Publisher, Inc., 1975)
- The Conan Chronicles (Sphere Books, 1989)
- The Conan Chronicles Volume 1: The People of the Black Circle (Gollancz, 2000)
- Conan of Cimmeria: Volume One (1932-1933) (Del Rey, 2003)